# José Carlos López Lozano
José Carlos López Lozano, noto semplicemente come José Carlos López (Barcellona, 31 luglio 1983), è un ex giocatore di calcio a 5 spagnolo.